# Some Rap Songs
Some Rap Songs é o terceiro álbum de estúdio do rapper americano Earl Sweatshirt . Foi lançado em 30 de novembro de 2018, pela Tan Cressida Records e distribuído pela Columbia Records . O álbum apresenta contribuições convidadas de Navy Blue, Standing on the Corner, bem como amostras vocais da mãe de Earl, Cheryl Harris, do pai de Earl, Keorapetse Kgositsile, que é creditado postumamente, e uma amostra instrumental de Hugh Masekela, que também é creditado postumamente. Apresenta uma produção proeminente do próprio Sweatshirt, com contribuições adicionais de Darryl Anthony, Adé Hakim, Denmark, Black Noi$e, Sage Elsesser e Shamel do SOTC.

## Arte de capa
A capa de Some Rap Songs é um selfie tremido e borrado de Earl sorrindo, "borrado além de qualquer fácil identificação". As características faciais mostradas na fotografia foram observadas: a equipe da Atwood Magazine escreveu que "Os detalhes da foto ainda são vagamente discerníveis, a saber, o rosto borrado de Earl e os olhos flutuantes e penetrantes", e Dylan Green da DJBooth destacou "os dentes empilhados juntos em um sorriso aterrorizante abaixo dos olhos penetrantes".
Vários comentaristas compararam a fotografia borrada da capa do álbum com a própria música. Israel Daramola da Spin chamou isso de "uma metáfora visual apropriada para a própria música, tanto na imagem de uma centelha de vida em meio ao caos, quanto na sensação de que o processo criativo de tirar a foto pode ter sido interrompido enquanto estava acontecendo." A Atwood Magazine afirmou que o álbum "soa como essa foto parece—imprevisível, mas calculado, borrado e distorcido, mas bem definido". Green escreveu sobre as faixas do álbum que "As barras e os ritmos colidem de uma maneira adequada" à fotografia da capa, e Clayton Purdom do The A.V. Club escreveu que "Aquela capa borrada e o título reticente não são um disfarce; [Earl está] enterrado na mixagem, sua voz lutando contra ondas de amostras de jazz antigas e as sombras recortadas de vozes há muito desaparecidas."

## Lançamento e promoção
Some Rap Songs foi lançado em 30 de novembro de 2018. Em 30 de janeiro de 2019, Earl lançou um curta-metragem de oito minutos intitulado Nowhere, Nobody para promover o álbum, apresentando diferentes músicas do álbum ao longo do vídeo.

O single principal do álbum, "Nowhere2go", foi lançado em 8 de novembro de 2018. O segundo single do álbum, "The Mint", com participação de Navy Blue, foi lançado em 20 de novembro de 2018.
| Críticas profissionais | Críticas profissionais |
| Pontuações agregadas   | Pontuações agregadas   |
| Fonte                  | Avaliação              |
| ---------------------- | ---------------------- |
| AnyDecentMusic?        | 8.0/10                 |
| Metacritic             | 86/100                 |
| Avaliações da crítica  |                        |
| Fonte                  | Avaliação              |
| AllMusic               | [ 16 ]                 |
| The A.V. Club          | A                      |
| Consequence            | B−                     |
| Financial Times        | [ 18 ]                 |
| The Guardian           | [ 19 ]                 |
| Mojo                   | [ 20 ]                 |
| NME                    | [ 21 ]                 |
| Pitchfork              | 8.8/10                 |
| Rolling Stone          | [ 23 ]                 |
| XXL                    | 4/5                    |

Some Rap Songs foi recebido com aclamação crítica generalizada. No Metacritic, que atribui uma classificação normalizada de 100 a críticas de publicações convencionais, o álbum recebeu uma média de 86, com base em 19 avaliações. O agregador AnyDecentMusic? deu uma nota de 8.0 de 10, com base na avaliação do consenso crítico.
Ao avaliar o álbum para o The A.V. Club, Clayton Purdom afirmou: "Bem, pode ser [sombrio]. Mas também é extático. Não se engane: Este é um álbum de um dos melhores rappers vivos, empurrando rimas inclinadas e assonância em suas provocações ("Please do aboard, I could feel when you're forcin' it / Still in a bore riddim") e exalando aquelas frases singularmente oblongas dele ("Galaxy's the distance between us by Christmas," ele descreve um relacionamento vacilante)." Fred Thomas do AllMusic escreveu: "Simultaneamente triste, estranho e calorosamente nostálgico, Some Rap Songs é empolgantemente audível e emocionalmente conectado, apesar de sua abordagem abstrusa. Os triunfos do álbum estão em sua tomada de risco destemida e no insight que permite sobre a jornada da constante regeneração criativa de Earl Sweatshirt". Timmhotep Aku do Pitchfork disse: "O projeto é distintamente áspero nas bordas, com grande efeito; há o som de poeira estalando do vinil e chiado de fita cassete por toda parte. ... Seu tio e pai se foram, mas Earl ainda está aqui, carregando o legado artístico deles e, com a ajuda de seus colaboradores, construindo o seu próprio".
Sputnikmusic escreveu: "Cada loop [de "Nowhere2go"] revela outra camada para a batida ondulante, mas pela primeira vez até agora é Earl que assume o destaque, se elevando acima da faixa com um rap cansado, mas esperançoso, que é tão melódico que ele está quase cantando. E caso você estivesse preocupado que o garoto não fosse cuspir, é seguido rapidamente por "December 24", uma música que remonta a anos sob o nome "Bad Acid" que fornece a ligação mais forte com o Earl mais agressivo e convencional do início dos anos 2010". Daniel Spielberger do HipHopDX elogiou o álbum dizendo: "Some Rap Songs é reminiscentemente ao último álbum de seu falecido amigo Mac Miller, Swimming. Ambos trazem o ouvinte através do processo de superação de traumas e cura, mas, em última análise, optam por deixar a história inacabada". O crítico da XXL Chris Gibbons disse: "Some Rap Songs embala muito em 25 minutos, tornando-se uma audição desconcertante que também é um dos discos de rap mais pessoais e cativantes do ano".
Charles Holmes do Rolling Stone afirmou: "Some Rap Songs é o raro álbum de um letrista imensamente talentoso que opta por não puxar fogos de artifício, escolhendo afundar nas almofadas do sofá de um terapeuta na busca por uma obra de arte honesta. É uma declaração delicada de contenção e, neste caso, o processo mostra mais do artista do que nunca". Sam Moore do NME gostou do álbum, dizendo: "Some Rap Songs pode ser um exercício breve, mas sua ambição e a execução—em grande parte bem-sucedida—de suas ideias demonstram que o enigmático Earl é tão fascinante como sempre". M. T. Richards do Exclaim! disse: "Embora seja um disco muito forte pelo que é, Some Rap Songs carece do poder emocional dos dois álbuns que o precederam, particularmente Doris, que traçou a transição de Earl de volta à vida civil de um acampamento selvagem samoano".

### Classificações
| Publication   | List                                        | Rank | Ref.   |
| ------------- | ------------------------------------------- | ---- | ------ |
| The A.V. Club | The A.V. Club's 20 Best Albums of 2018      | 8    | [ 29 ] |
| Complex       | 50 Best Albums of 2018                      | 49   | [ 30 ] |
| Fact          | The 50 Best Albums of 2018                  | 15   | [ 31 ] |
| NME           | Best Albums of the Year 2018                | 59   | [ 32 ] |
| Noisey        | Noisey's 100 Best Albums of 2018            | 58   | [ 33 ] |
| Pitchfork     | The 50 Best Albums of 2018                  | 7    | [ 34 ] |
| Pitchfork     | The 200 Best Albums of the 2010s            | 27   | [ 35 ] |
| Rolling Stone | The 200 Greatest Hip-Hop Albums of All Time | 80   | [ 36 ] |
| Spin          | 51 Best Albums of 2018                      | 6    | [ 37 ] |
| Stereogum     | The Best Albums of 2018                     | 35   | [ 38 ] |
| Uproxx        | The 50 Best Albums of 2018                  | 10   | [ 39 ] |

## Lista de músicas
| Some Rap Songs track listing |                                                              |                                                                         |                           |         |  |
| N.º                          | Título                                                       | Compositor(es)                                                          | Produtor(es)              | Duração |  |
| 1.                           | "Shattered Dreams"                                           | Thebe Kgositsile John Thomas Jr. [a]                                    | Kgositsile                | 2:21    |  |
| 2.                           | "Red Water"                                                  | Kgositsile                                                              | Kgositsile                | 1:44    |  |
| 3.                           | "Cold Summers"                                               | Kgositsile Willy N'For [b] Emmanuel Baloka [b] Jimmy Stormy [b]         | Kgositsile                | 1:06    |  |
| 4.                           | "Nowhere2go"                                                 | Kgositsile Darryl Joseph Adé Hakim Sayyed                               | Adé Hakim Joseph          | 1:53    |  |
| 5.                           | "December 24"                                                | Kgositsile Denmark Vessey                                               | Denmark                   | 1:46    |  |
| 6.                           | "Ontheway!" (com Standing on the Corner)                     | Kgositsile Giovanni Cortez Sherman Willis [c]                           | Kgositsile                | 1:41    |  |
| 7.                           | "The Mint" (com Navy Blue)                                   | Kgositsile Sage Elsesser Robert Mansel                                  | Black Noi$e               | 2:45    |  |
| 8.                           | "The Bends"                                                  | Kgositsile Elsesser Lowrell Simon [d] Richard Tufo [d]                  | Elsesser                  | 1:34    |  |
| 9.                           | "Loosie"                                                     | Kgositsile                                                              | Kgositsile                | 0:59    |  |
| 10.                          | "Azucar"                                                     | Kgositsile Elsesser Donald Davis [e] Harvey Scales [e] Albert Vance [e] | Elsesser                  | 1:25    |  |
| 11.                          | "Eclipse"                                                    | Kgositsile                                                              | Kgositsile                | 1:33    |  |
| 12.                          | "Veins"                                                      | Kgositsile Curtis Mayfield [f]                                          | Kgositsile                | 1:59    |  |
| 13.                          | "Playing Possum" (com Cheryl Harris e Keorapetse Kgositsile) | Kgositsile                                                              | Kgositsile                | 1:34    |  |
| 14.                          | "Peanut"                                                     | Kgositsile                                                              | Kgositsile                | 1:13    |  |
| 15.                          | "Riot!" (instrumental)                                       | Kgositsile Cortez Hugh Masekela [g]                                     | Kgositsile Shamel of SOTC | 1:06    |  |
| Duração total:               | Duração total:                                               | Duração total:                                                          | Duração total:            | 24:47   |  |

Créditos de amostra
- ↑[a]  "Shattered Dreams" contém samples de "Shattered Dreams" interpretada por The Endeavors e escrita por John Thomas Jr.
- ↑[b]  "Cold Summers" contém uma amostra de "Road Man (Mystic)" interpretada por Mighty Flames e escrita por Willy N'For, Emmanuel Baloka e Jimmy Tormentoso.
- ↑[c]  "A caminho!" contém samples de "Trust in Me Baby" interpretada por Soul Superiors e escrita por Sherman Willis.
- "The Mint" contém uma amostra do filme Black Dynamite.
- ↑[d]  "The Bends" contém uma amostra de "After Loving You" interpretada por Linda Clifford e escrita por Lowrell Simon e Ricardo Tufo.
- ↑[e]  "Azucar" contém uma amostra de "I'm Just a Shoulder to Cry On" interpretada por The Soul Children e escrita por Donald Davis, Harvey Scales e Albert Vance.
- ↑[f]  "Veins" contém uma amostra de "I Made a Mistake" interpretada por Billy Jones e escrita por Curtis Mayfield.
- "Playing Possum" contém samples vocais de "UCLA Law Keynote" falado por Cheryl Harris, e um trecho de "Anguish Longer Than Sorrow", um poema escrito e falado por Keorapetse Kgositsile.[40]
- ↑[g]  "Motim!" contém uma amostra de "Riot" interpretada e escrita por Hugh Masekela.

## Graficos
| Chart (2018)                            | Peak position |
| --------------------------------------- | ------------- |
| Australian Albums (ARIA)                | 40            |
| Bélgica (Ultratop Flandres)             | 90            |
| Canadá (Billboard)                      | 31            |
| Países Baixos (Dutch Charts)            | 69            |
| Irlanda (IRMA)                          | 53            |
| New Zealand Albums (RMNZ)               | 35            |
| Reino Unido (Official Albums Chart)     | 75            |
| Reino Unido (UK R&B Albums Chart)       | 16            |
| Estados Unidos (Billboard 200)          | 17            |
| Estados Unidos (Top R&B/Hip Hop Albums) | 10            |

## Historico de Lançamento
| Region  | Date              | Format(s)                                | Label(s)              | Ref.   |
| ------- | ----------------- | ---------------------------------------- | --------------------- | ------ |
| Various | November 30, 2018 | Digital download streaming CD tape vinyl | Tan Cressida Columbia | [ 51 ] |

## links externos
- Nowhere, Nobody no YouTube

Predefinição:Earl Sweatshirt